# Koeznetski Most
Koeznetski Most (Russisch: Кузне́цкий мост uitspraakⓘ) is een station aan de Tagansko-Krasnopresnenskaja-lijn van de Moskouse metro. Het station is, net als de bovengelegen winkelstraat, genoemd naar de Smederijbrug die eeuwenlang, iets ten westen van het station bij het kruispunt Koeznetski Most met de Oelitsa Neglinnaja, de Neglinnaja overspande. In 1809 werd de Neglinnaja overkluisd met de Oelitsa Neglinnaja en verdween de brug. Ter nagedachtenis aan de brug werden de doorgangen tussen de middenhal en de perrons als nabootsing van de pijlers gebouwd, waarmee de suggestie wordt opgeroepen dat de reizigers onder de brug lopen.

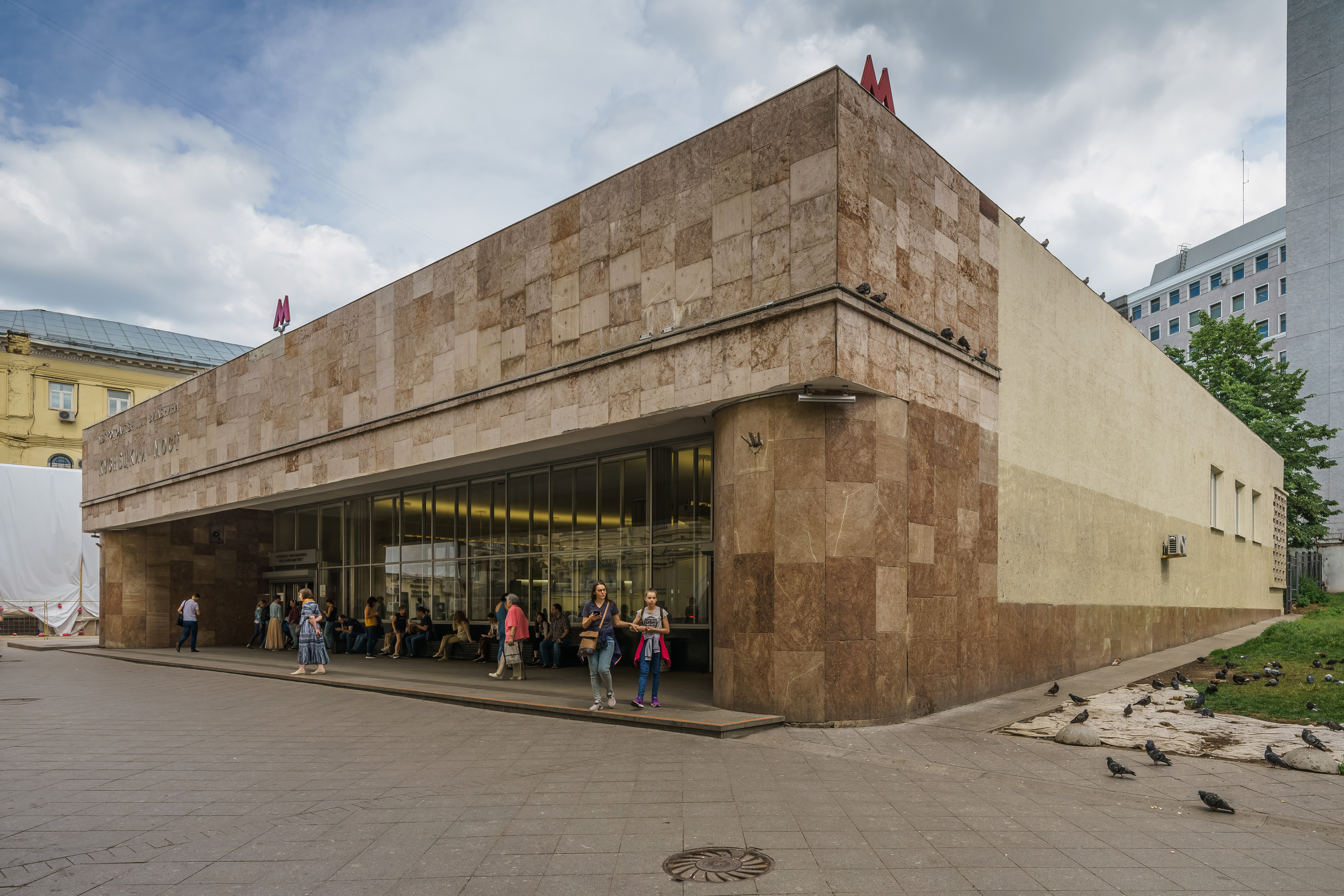
Het stationsgebouw
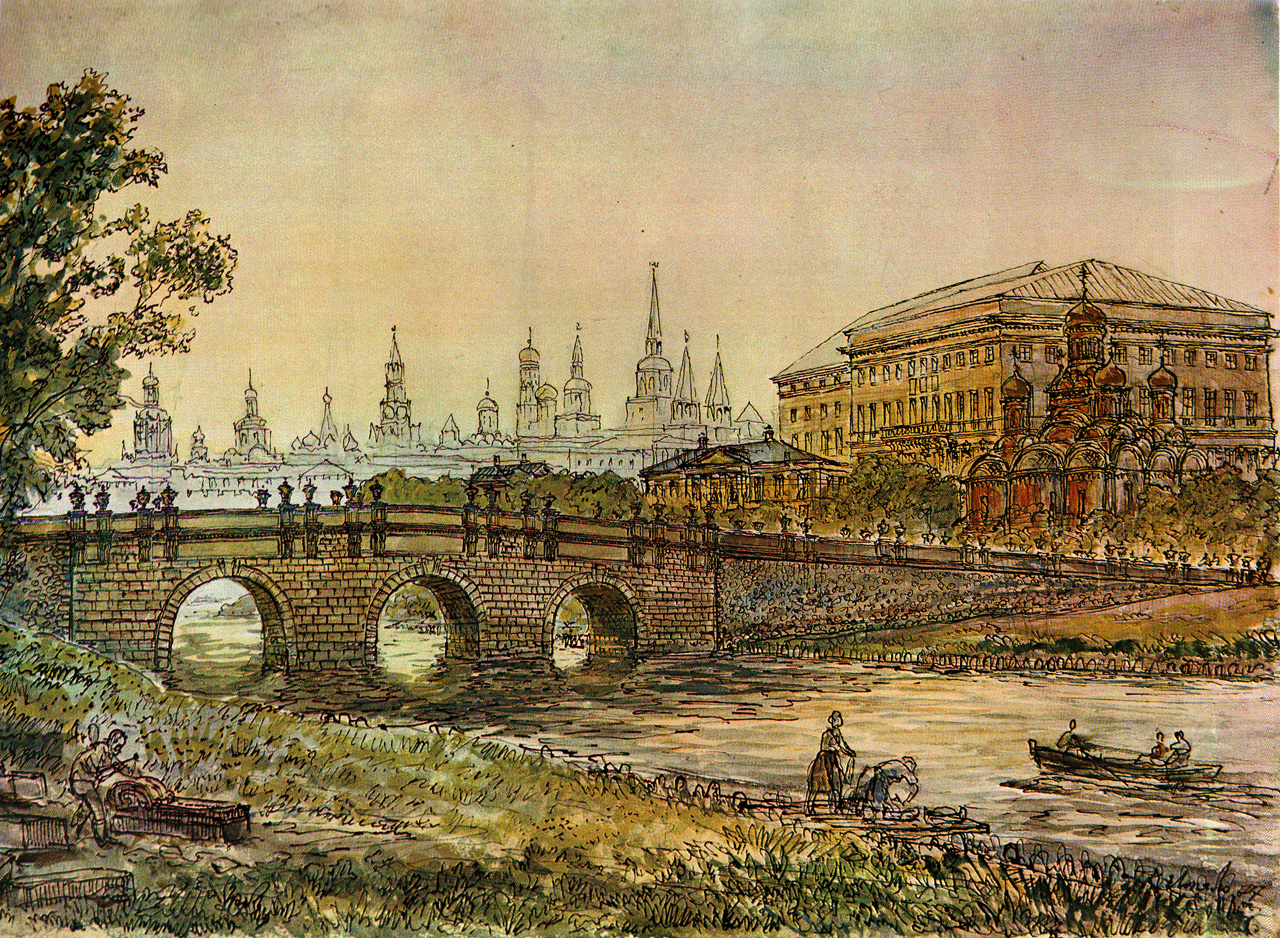
De smederijbrug in de 17e eeuw
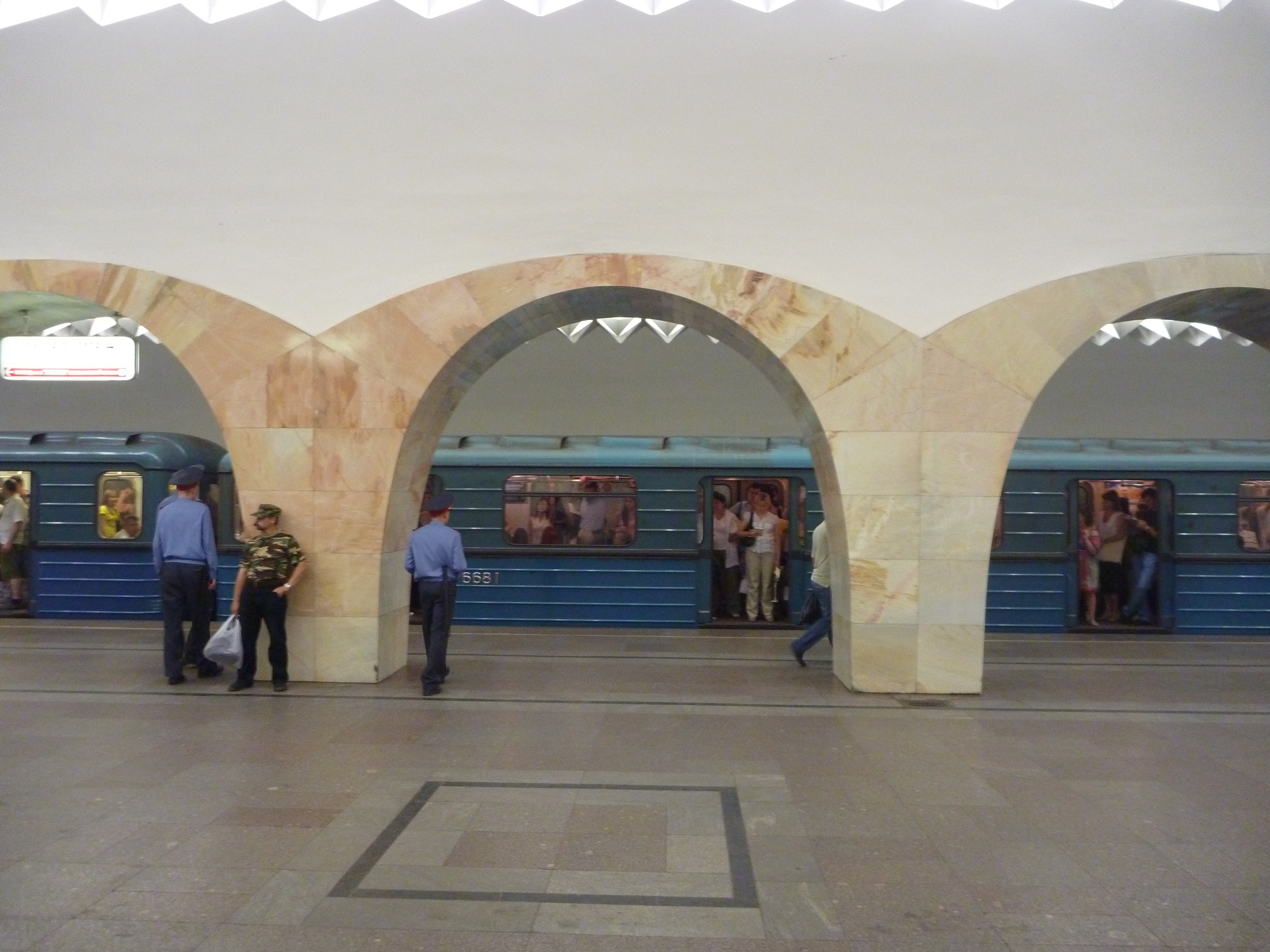
De “brug” ondergronds

Het station werd op 17 december 1975 als onderdeel van het sluitstuk van de Tagansko-Krasnopresnenskaja-lijn onder de binnenstad geopend en in 2016 gerenoveerd. Het stationsgebouw bevindt zich op de binnenplaats van de Oelitsa Rozjdestvenka 6, een zijstraat van Oelitsa Koeznetski Most. De stationshal is met roltrappen verbonden met het noordwesteinde van de ondergrondse perronhal op 39,5 meter diepte. Het zuidoosteinde van de middenhal is met roltrappen verbonden met een overstaptunnel pal voor de gevel van het FSB hoofdkwartier. Deze tunnel komt uit onder het midden van de perrons van Loebjanka die eveneens via roltrappen met de overstaptunnel verbonden zijn.

## Ontwerp en inrichting
Na Komsomolskaja uit 1952 waren de drie stations van lijn 7 binnen de ringlijn, waaronder Koeznetski Most, de eersten die weer als kolommenstation werden gebouwd. Koeznetski Most werd op 39,5 meter diepte gebouwd met geprefabriceerde schachtringen uit gietijzer volgens bestaande blauwdrukken. De diameter van de twee buitenste schachtringen is 8,5 meter, terwijl de middelste een diameter van 9,5 meter hebben.
De breedte van het perron bedraagt 16,1 meter tussen de sporen, de perronhal tussen de “pijlers” is 8,2 meter breed en 6,25 meter hoog. De overspanning tussen de “pijlers”is 5,25 meter. De kolommen en de overspanningen daartussen zijn bekleed met grijsblauw en roze gazganmarmer. De tunnelwanden hebben een bekleding van wit koelgamarmer boven perronhoogte en daaronder zwart en grijs graniet. Naast de stationsnaam zijn ook zes aluminium sierstukken op de tunnelwanden aangebracht. Kunstenaar M.N. Aleksejev vervaardigde afbeeldingen van zaken in een smederij zoals een aambeeld met vonken, tangen en een hamer, een sikkel, oude wapens, bijlen, schoppen en geweren. In het midden van het perron staan bankjes in een P-vorm die een trap naar de bergruimte onder het perron verbergen. Het perron zelf bestaat uit roze graniet tegels met biezen van grijs en zwart graniet en is op een aantal plaatsen voorzien van vierkanten in dezelfde kleuren als de biezen. De vloer voor de roltrappen naar Loebjanka bestaat uit bruine en witte keramische tegels die willekeurig zijn gelegd.
De verlichting is aangebracht op een doorlopende balk met hoekige armaturen die voor een indirecte verlichting zorgen. In de perronhal hangt de verlichtingsbalk in het midden, bij de sporen boven de perronrand. Aanvankelijk waren de armaturen eenvoudig in de lengterichting ontworpen, maar later werd dat veranderd in de huidige vorm. In 1977 kregen de architecten van het station, N.A. Aljesjina en N.K. Samojlova, een prijs voor hun ontwerp van de Raad van ministers van de Sovjet-Unie.

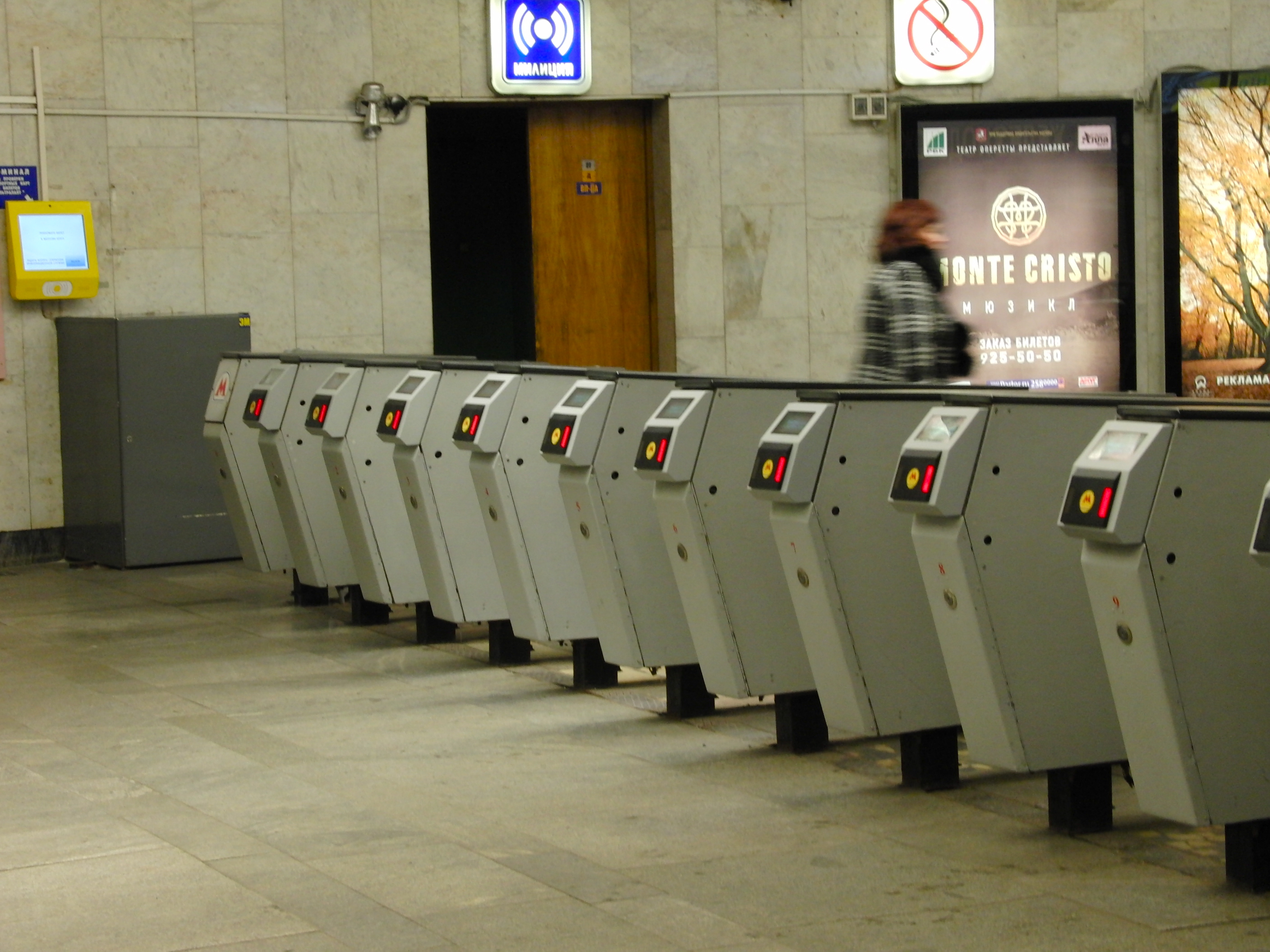
De toegangspoortjes
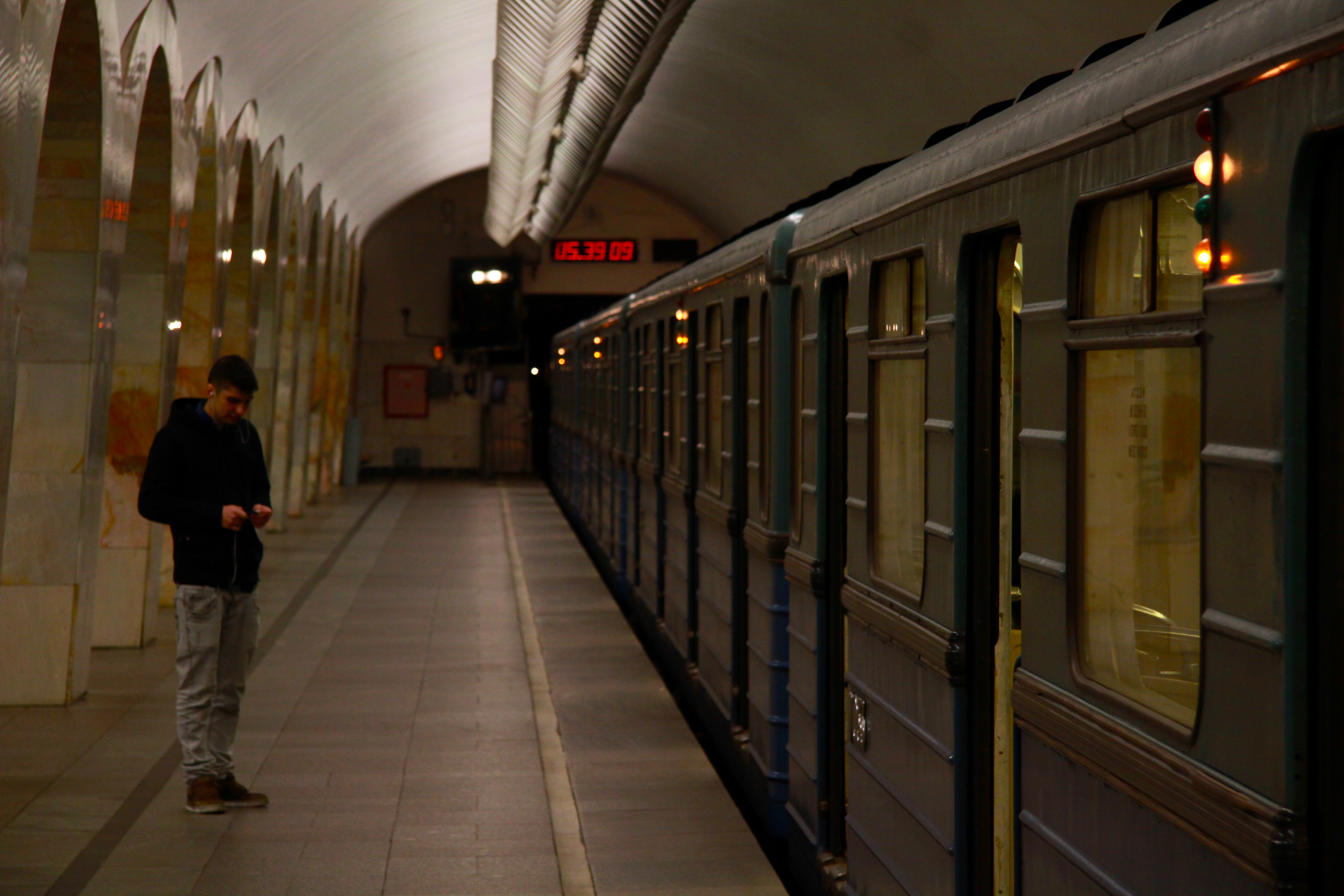
Het perron
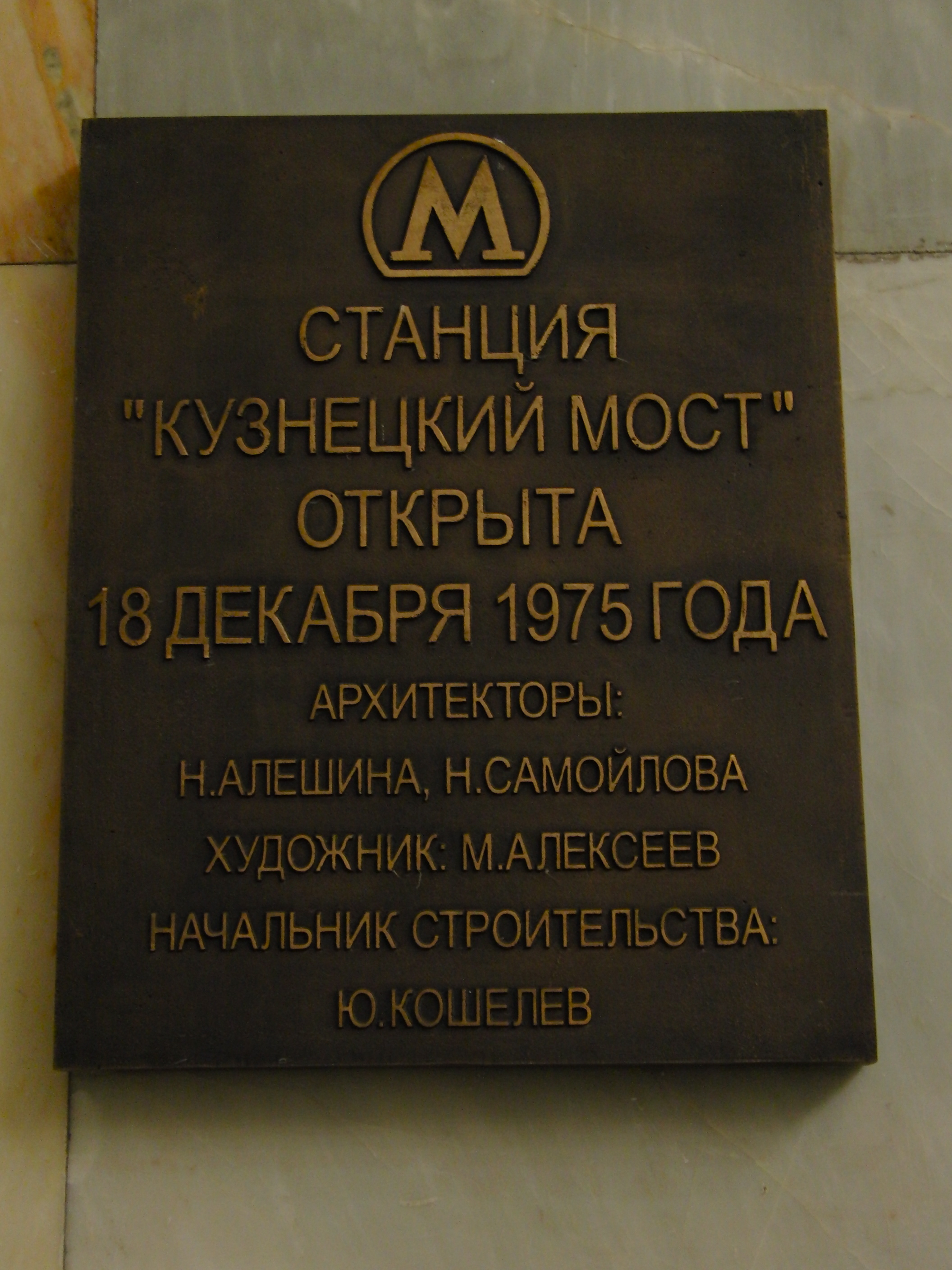
Het officiële naambord

## Reizigersverkeer
Op even dagen vertrekt de eerste metro richting het zuidoosten om 5:48 uur, op oneven dagen is dit 5:46 uur. In westelijke richting is dit op oneven dagen om 5:55 uur, op even dagen door de week is het 5:58 uur en in het weekeinde om 5:59 uur.

## Metro 2033
Het station speelt een rol in de roman en het gelijknamige spel Metro 2033 van Dmitri Gloechovski waarin het station verschillende werkplaatsen herbergt.